# جانبلاغ (بوكان)
قرية جانبلاغ (بالكردية: جانبڵاغ) هي إحدى القرى التابعة لـفيض الله بغي في ريف قسم مركزي من مقاطعة بوكان، في محافظة أذربیجان الغربیة الإيرانية.

## السكان
حسب إحصاءات سنة 2006، بلغ إجمالي السكان في جانبلاغ 174 نسمة وعدد المساكن 37 مسكن. لغة سكان جانبلاغ هي اللغة الكردية و هم من أهل السنة والجماعة والمذهب الشافعي.